# 메시에 41
M41(NGC 2287)는 큰개자리에 있는 산개 성단이다. 1654년 이전에 Giovanni Batista Hodierna에 의해 발견되었으며, 아마도 기원전 325년 아리스토텔레스도 이 성단에 대해 알고 있던 것 같다. 1749년 Le Gentil도 독립적으로 발견하였으며, 1765년 1월 16일 샤를 메시에가 메시에 천체 목록에 넣었다.
M41는 시리우스에서 남쪽으로 4도 떨어진 곳에 위치해 있다. 지구에서 2,300광년 떨어져 있으며, 겉보기 등급은 4.5등급이다. 시직경은 38분으로 약 1억 9,000만 년~2억 4,000만 년 전에 형성되었다.

## 같이 보기
- 메시에 천체 목록
- 신판일반목록
- 메시에 천체